# Gigantodax herreri
Gigantodax herreri är en tvåvingeart som beskrevs av Peter Wolfgang Wygodzinsky och Coscaron 1989. Gigantodax herreri ingår i släktet Gigantodax och familjen knott.
Artens utbredningsområde är Peru. Inga underarter finns listade i Catalogue of Life.